# Helen Alfredsson
Helen Christine Alfredsson, född 9 april 1965 i Göteborg, är en svensk före detta golfspelare. Hon tävlade professionellt 1989–2013 och vann under karriären bland annat en av golfens majortävlingar – Kraft Nabisco Championship 1993 (då det marknadsfördes som Nabisco Dinah Shore).

## Biografi
Alfredsson började att spela golf vid 11 års ålder. Som amatör vann hon SM i golf 1981-1984, 1986 och 1988. Hon blev professionell 1989 på Europatouren och kom med på LPGA-touren 1992. Hon har vunnit en major, fyra LPGA-segrar och vann mer än 8 000 000 kronor i prispengar.
Alfredsson representerade Europa i Solheim Cup åtta gånger, fjärde mest av alla i det europeiska laget (efter Laura Davies, Catriona Matthew och Suzann Pettersen). Åren var 1990, 1992, 1994, 1996, 1998, 2000, 2007 och 2009. År 2017 deltog Alfredsson i den nionde säsongen av TV-programmet Mästarnas mästare.

### Privatliv
Alfredsson har varit gift med den förre NHL-spelaren Kent Nilsson. De gifte sig den 8 april 2005 på Hard Rock Cafes festvåning i Stockholm, skilde sig i november 2016  men hittade tillbaka till varandra 2019 och blev senare sambor. De gick dock skilda vägar igen under 2023.

## Meriter

### Majorsegrar
- 1993 Kraft Nabisco Championship

### LPGA-segrar
- 1994 PING/Welch's Championship
- 1998 The Office Depot, Welch's Circle K Championship
- 2003 Longs Drugs Challenge
- 2008 Evian Masters
- 2008 Grand China Air LPGA

### Övriga större segrar
- 1990 Weetabix Womens British Open
- 2001 WPGA Championship
- 2019 US Senior Women's Open[12]

### Utmärkelser
- 1989 WPGET Rookie of the Year
- 1992 LPGA Rookie of the Year